# Liste der Baudenkmäler in Weiltingen
Auf dieser Seite sind die Baudenkmäler in dem mittelfränkischen Markt Weiltingen zusammengestellt. Diese Tabelle ist eine Teilliste der Liste der Baudenkmäler in Bayern. Grundlage ist die Bayerische Denkmalliste, die auf Basis des Bayerischen Denkmalschutzgesetzes vom 1. Oktober 1973 erstmals erstellt wurde und seither durch das Bayerische Landesamt für Denkmalpflege geführt wird. Die folgenden Angaben ersetzen nicht die rechtsverbindliche Auskunft der Denkmalschutzbehörde.
 Diese Liste gibt den Fortschreibungsstand vom 16. April 2020 wieder und enthält 30 Baudenkmäler.

## Ensembles

### Ensemble Ortskern Weiltingen mit Schlossbereich
Das Ensemble umfasst den historischen Ortskern mit Schlossbereich, ehemaliger Schlossmühle und Marktplatz, ein Umgriff, der durch die spätmittelalterliche Ortsbefestigung, die noch in Resten und Spuren erhalten ist, definiert werden kann. Der Markt Weiltingen war bei einem Rittergut an der Wörnitz in der Nähe Dinkelsbühls entstanden und obwohl er erst 1554 das Marktrecht bekam, dürften seine Anfänge fast gleichzeitig mit dem Rittergut im 13. Jahrhundert gewesen sein. Das Rittergut gehörte nach häufigem Besitzerwechsel der württembergischen Herzogsfamilie von 1617 bis 1810. Das Schloss wurde 1814 abgerissen, doch sind der trockene Graben, die Futtermulde samt Rundturmfundamenten sowie Schlosshügel und die ehemaligen Zehntscheunen erhalten. Auch das heutige Erscheinungsbild bringt noch die enge Verbindung von Schloss, Kirche, welche direkt an den Schlossgraben gebaut ist und die Fürstengruft enthält, und Markt zum Ausdruck. Der Marktplatz ist ein breit angelegter Straßenmarkt zwischen dem Torturm der ehemaligen Ortsbefestigung als östliche Begrenzung und dem ehemaligen Schlossbereich im Westen gegen die Wörnitz. Zum Schlossweg hin sich verjüngend wird er einheitlich gesäumt von größtenteils zweigeschossigen, verputzten Giebelhäusern des 17.–19. Jahrhunderts; sie tragen teilweise geschweifte Abschlüsse und korrespondieren dadurch mit dem Torturm. Traufseitig zum Markt steht nur das Gasthaus zur Post, an der Einmündung der von Süden auf den Marktplatz führenden Straße. Der heute auf dem Marktplatz stehende Brunnen von 1777 stammt aus dem Schlosshof. Nördlich von Schloss- und Marktbereich schließt sich die ehemalige Schlossmühle an der Wörnitz an, die noch durch Reste der ehemaligen Ortsbefestigung an den Schlossbereich angebunden ist. Auch im Pfarrgarten des Pfarrhauses, das als ehemaliges herzoglich württembergisches Oberamtshaus auch Denkmal dieser Geschichte des Marktortes ist, sind Spuren der Ortsbefestigung erkennbar, die somit aber auch die Nordecke des historischen Ortes und damit des Ensemblebereiches festlegen. Aktennummer: E-5-71-218-1.

## Ortsbefestigung
Wenige erhaltene Fragmente der Umfassungsmauer, Bruchsteinmauerwerk, wohl spätmittelalterlich. Aktennummer: D-5-71-218-1.
- Marktplatz 1 (Lage): Östliches Tor der Ortsbefestigung, Torhaus, zweigeschossiger Satteldachbau, mit geschweiftem Haupt- und Nebengiebel, teilweise Fachwerk, wohl 16. Jahrhundert (D-5-71-218-6)
- Mühlgasse 1 (Lage), 3 (Lage), 5 (Lage), Reitbahn 6 (Lage), Schloßweg 8 (Lage), Schmiedgasse, Wörnitzstraße 9 (Lage), 11 (Lage)

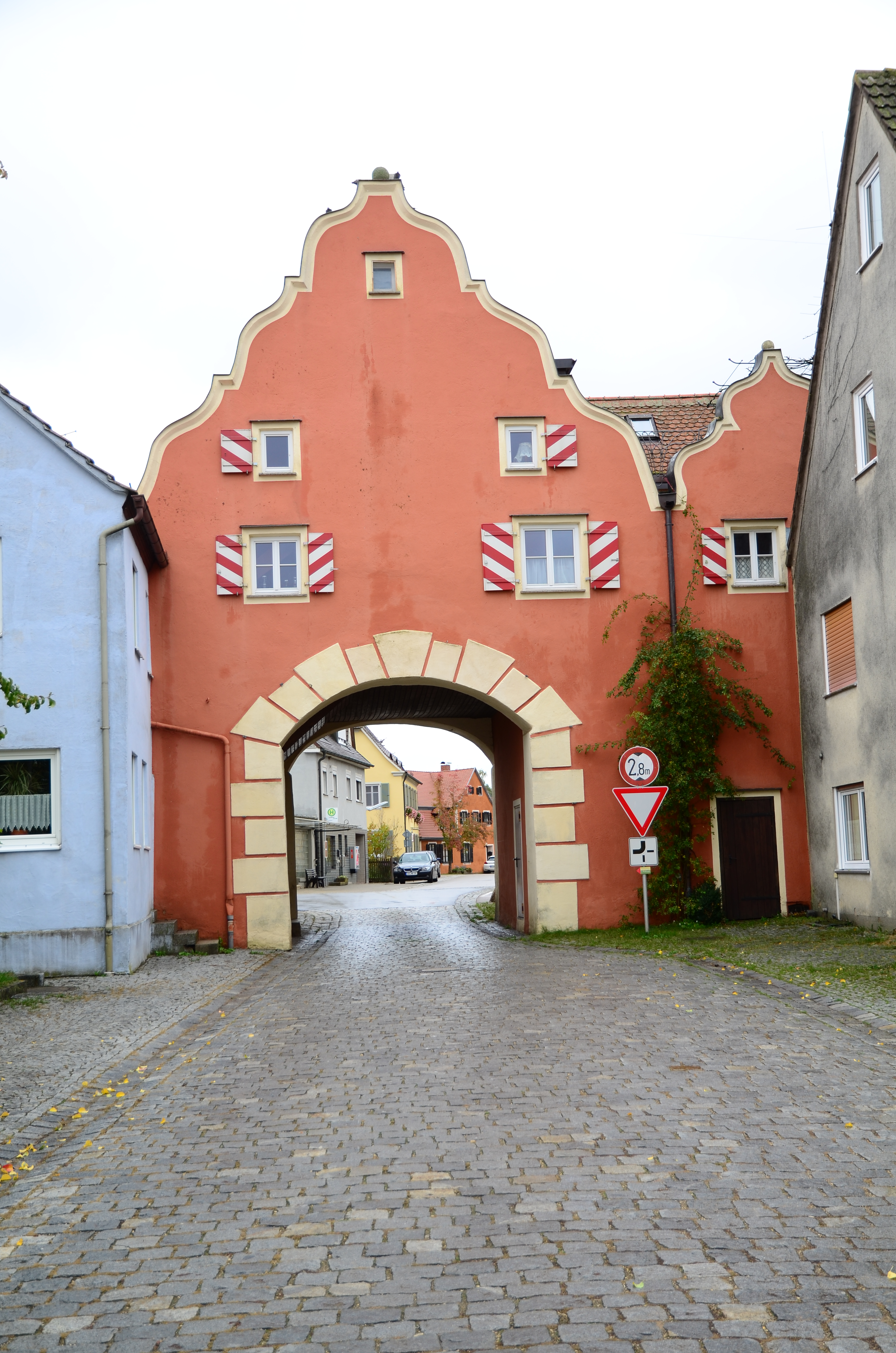
Östliches Tor, Stadtseite weitere Bilder
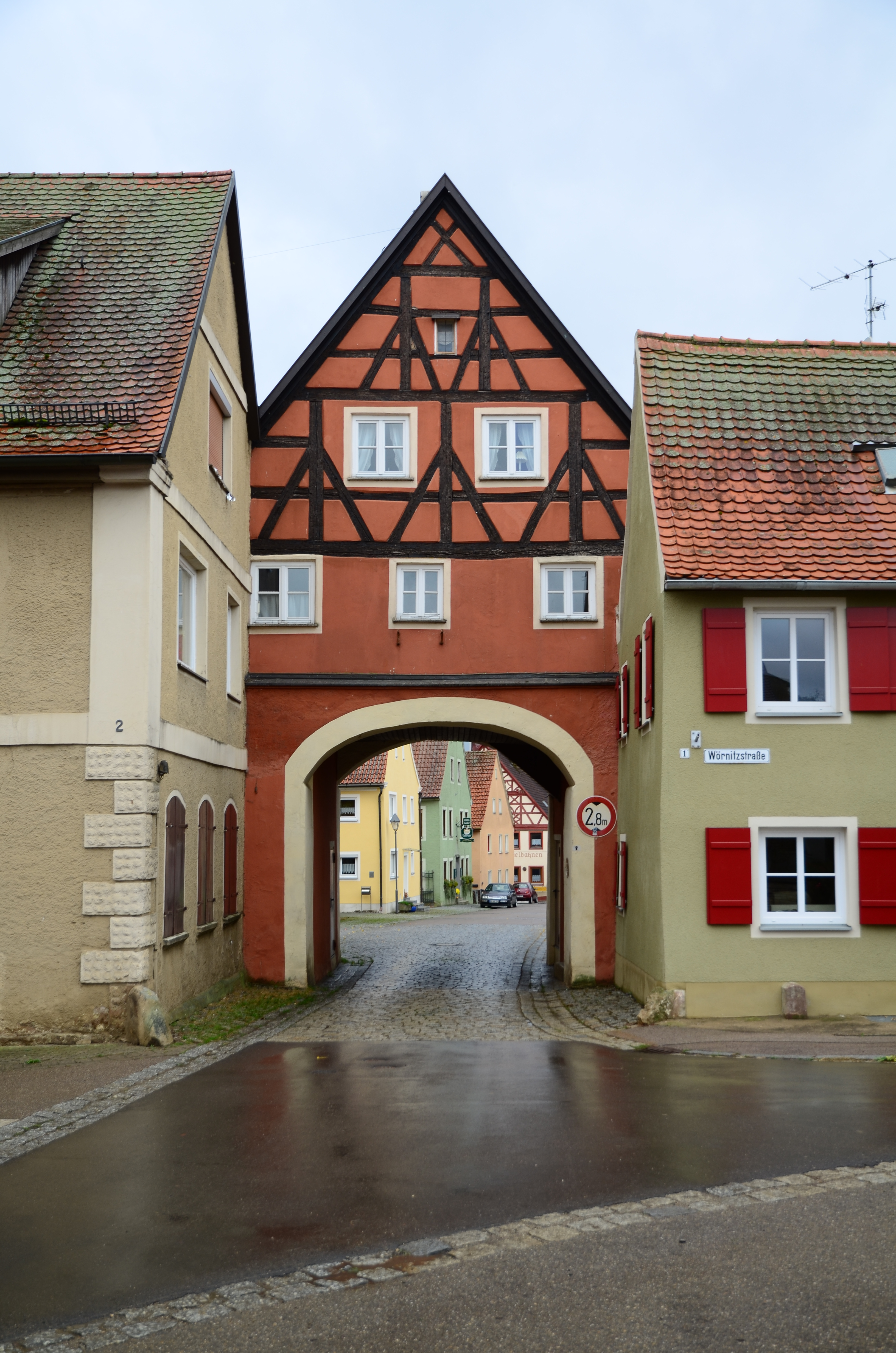
Östliches Tor, Feldseite weitere Bilder

## Baudenkmäler nach Gemeindeteilen

### Weiltingen
| Lage | Objekt                                               | Beschreibung | Akten-Nr.     | Bild                      |
| --- | ---------------------------------------------------- | --- | ------------- | ------------------------- |
| Nähe Badstraße (Standort) | Wappenstein                                          | 1786 | D-5-71-218-4  | BW                        |
| Nähe Badstraße (Standort) | Hofmauer                                             | | D-5-71-218-4  | BW                        |
| Kapellenstraße 14 (Standort) | Evangelisch-lutherische Friedhofskirche St. Leonhard | Saalkirche, einschiffiger Bau, 1490, mit flankierendem Turm; mit Ausstattung | D-5-71-218-5  | weitere Bilder            |
| Schulstraße 1 (Standort) | Friedhof                                             | Anlage von 1621, Veränderungen 18./19. Jahrhundert sowie um 1900, mit Grabsteinen; Ummauerung, gleichzeitig, mit Veränderungen | D-5-71-218-5  | BW                        |
| Lettenwald; im Weiltinger Forst; Hutschenbächlein, ca. 2 km westsüdwestlich entlang dem Waldweg, der nördlich Punkt 488 parallel zur Straße nach Wilburgstetten verläuft (Standort) | Mehrere Grenzsteine                                  | 1729 | D-5-71-218-29 | BW                        |
| Marktplatz (Standort) | Brunnen                                              | Runde Brunnensäule, achtseitiges Eisenbecken, Reliefs, 1777 | D-5-71-218-14 | weitere Bilder            |
| Marktplatz 4 (Standort) | Ehemaliges Schulhaus                                 | Zweigeschossiger Walmdachbau mit Zwerchhaus, 1787 | D-5-71-218-8  | weitere Bilder            |
| Marktplatz 12 (Standort) | Ehemaliges Gasthaus                                  | Zweigeschossiger giebelständiger Satteldachbau, mit Freitreppe, 17./18. Jahrhundert | D-5-71-218-11 | weitere Bilder            |
| Marktplatz 13 (Standort) | Gasthaus                                             | Zweigeschossiger Satteldachbau in Ecklage, teilweise Fachwerk, spätes 18. Jahrhundert | D-5-71-218-12 | weitere Bilder            |
| Marktplatz 16 (Standort) | Wohnhaus                                             | Zweigeschossiger Satteldachbau in Ecklage, mit geschweiftem Giebel und Putzgliederung, Freitreppe, 18. Jahrhundert | D-5-71-218-13 | weitere Bilder            |
| Mühlgasse 5 (Standort) | Ehemalige Schlossmühle                               | Zweigeschossiger massiver Satteldachbau, 1571, Obergeschoss Fachwerk, verputzt, wohl 19. Jahrhundert, im 19. Jahrhundert teilweise erneuert | D-5-71-218-16 | BW                        |
| Obere Straße 4 (Standort) | Wohngebäude                                          | Zweigeschossiger Walmdachbau in Ecklage, 18. Jahrhundert | D-5-71-218-17 | weitere Bilder            |
| Obere Straße 7 (Standort) | Wohnhaus                                             | Eingeschossiges Gebäude mit Mansardwalmdach, mit Zwerchhaus, erste Hälfte 19. Jahrhundert | D-5-71-218-18 | BW                        |
| Nähe Reitbahn (Standort) | Ehemalige Zehntscheune                               | Eingeschossiger Satteldachbau, mit Fachwerkgiebeln, 17./18. Jahrhundert | D-5-71-218-21 | BW                        |
| Reitbahn 1 (Standort) | Wohnhaus                                             | Zweigeschossiger Satteldachbau in Ecklage, geschweifter Giebel, teilweise Fachwerk, mit Putzgliederung, 17./18. Jahrhundert, mit rückwärtigem Anbau | D-5-71-218-20 | weitere Bilder            |
| Reitbahn 3 (Standort) | Evangelisch-lutherische Pfarrkirche St. Peter        | Saalbau mit eingezogenem Chor, Mitte 15. Jahrhundert, Erweiterung und Barockisierung 1675/85, mit Chorflankenturm, Glockenstuhl um 1430 (dendrochronologisch datiert) und um 1520 (dendrochronologisch datiert); mit Ausstattung                                                          | D-5-71-218-22 | weitere Bilder            |
| Reitbahn 6 (Standort) | Ehemals herzoglich württembergisches Oberamtshaus    | Pfarrhaus, zweigeschossiger Walmdachbau, mit Zwerchhaus, Vortreppe, 1781/86 | D-5-71-218-23 | weitere Bilder            |
| Reitbahn 6 (Standort) | Ehemalige Scheune                                    | Eingeschossiges Gebäude mit Hablwamdach, mit Fachwerkgiebel, erste Hälfte 19. Jahrhundert | D-5-71-218-23 | BW                        |
| Schloßweg 10, Schloßweg 8 (Standort) | Reste eines ehemaligen Schlosses                     | Als Vierflügelanlage errichtet 16. Jh., abgebrochen 1814: - Fundamente der ehemaligen Rundtürme, Mauerfragmente und Futtermulde aus Brockenwerk 16. Jahrhundert - Kelleranlagen, wohl gleichzeitig - Teile der westlichen Brücke, wohl gleichzeitig                                       | D-5-71-218-2  | weitere Bilder            |
| Nähe Schloßweg, Schloßweg 11 (Standort) | Ehemaliger Wirtschaftshof                            | * ehemaliger Getreidespeicher, zweigeschossiger Massivbau mit Halbwalmdach, 17./18. Jahrhundert - Scheunen, ein- bzw. zweigeschossige Satteldachbauten mit Fachwerkteilen; 17./18. Jahrhundert - ehemalige Remise, zweigeschossiger Walmdachbau mit Fachwerkobergeschoss, 17. Jahrhundert | D-5-71-218-26 | Ehemaliger Wirtschaftshof |

### Frankenhofen
| Lage                                        | Objekt                                               | Beschreibung | Akten-Nr.     | Bild           |
| ------------------------------------------- | ---------------------------------------------------- | --- | ------------- | -------------- |
| Frankenhofen 49; Frankenhofen 53 (Standort) | Friedhof                                             | Anlage wohl 20. Jahrhundert, mit Grabsteinen | D-5-71-218-31 | BW             |
| Frankenhofen 51 (Standort)                  | Evangelisch-lutherische Pfarrkirche St. Bartholomäus | Chorturmkirche wohl des späten 14. Jahrhunderts, Veränderungen 1802 und 1965; mit Ausstattung                                                    | D-5-71-218-30 | weitere Bilder |
| Frankenhofen 53 (Standort)                  | Pfarrhaus                                            | Zweigeschossiger, massiver Walmdachbau, Anfang 19. Jahrhundert Ehemalige Pfarrscheune, Massivbau mit Halbwalmdach, zweite Hälfte 19. Jahrhundert | D-5-71-218-32 | BW             |

### Ruffenhofen
| Lage                                 | Objekt                                            | Beschreibung                                                                                      | Akten-Nr.     | Bild           |
| ------------------------------------ | ------------------------------------------------- | ------------------------------------------------------------------------------------------------- | ------------- | -------------- |
| Ruffenhofen 2 (Standort)             | Ehemaliges Wohnstallhaus eines Bauernhofes        | Eingeschossiges giebelständiges Gebäude mit Steildach, massiv, mittleres 19. Jahrhundert          | D-5-71-218-35 | BW             |
| Ruffenhofen 3; Wehrwiesen (Standort) | Ehemalige Mühle                                   | Zweigeschossiger, massiver Satteldachbau, gegen 1780                                              | D-5-71-218-36 | BW             |
| Ruffenhofen 7 (Standort)             | Evangelisch-lutherische Filialkirche St. Nikolaus | Chorturmkirche, massiver Bau mit gedrungenem Turm, zweite Hälfte 14. Jahrhundert; mit Ausstattung | D-5-71-218-34 | weitere Bilder |
| Ruffenhofen 15 (Standort)            | Wohnstallhaus eines Bauernhofes                   | Eingeschossiges massives Gebäude mit Steildach, mittleres 19. Jahrhundert                         | D-5-71-218-38 | BW             |
| Ruffenhofen 17 (Standort)            | Ehemaliges Wohnstallhaus                          | Eingeschossiges massives Gebäude mit Steildach, mittleres 19. Jahrhundert                         | D-5-71-218-39 | BW             |

### Veitsweiler
| Lage                       | Objekt                                       | Beschreibung | Akten-Nr.     | Bild           |
| -------------------------- | -------------------------------------------- | --- | ------------- | -------------- |
| Veitsweiler 7 (Standort)   | Evangelisch-lutherische Pfarrkirche St. Veit | Chorturmkirche, Chorturmuntergeschosse um 1400, Langhaus 1667 über älterem Mauerwerk neu errichtet, Fachwerkoktogon des Turms wohl 17. Jahrhundert; mit Ausstattung | D-5-71-218-40 | weitere Bilder |
| Veitsweiler 7 a (Standort) | Friedhof                                     | Im Kern mittelalterliche Anlage, mit Grabsteinen; Umfassungsmauer, im Kern mittelalterlich, teilweise erneuert                                                      | D-5-71-218-40 | BW             |
| Veitsweiler 21 (Standort)  | Ehemaliges Pfarrhaus                         | Zweigeschossiges Gebäude mit Halbwalmdach, in Ecklage, teilweise Fachwerk, nach 1800                                                                                | D-5-71-218-41 | BW             |
| Veitsweiler 21 (Standort)  | Einfriedung                                  | Bruchstein, 19. Jahrhundert | D-5-71-218-41 | BW             |

## Ehemalige Baudenkmäler
In diesem Abschnitt sind Objekte aufgeführt, die früher einmal in der Denkmalliste eingetragen waren, jetzt aber nicht mehr. Objekte, die in anderem Zusammenhang also z. B. als Teil eines Baudenkmals weiter eingetragen sind, sollen hier nicht aufgeführt werden. Aktennummern in diesem Abschnitt sind ehemalige, jetzt nicht mehr gültige Aktennummern.

| Lage                               | Objekt   | Beschreibung                       | Akten-Nr.     | Bild |
| ---------------------------------- | -------- | ---------------------------------- | ------------- | ---- |
| Weiltingen Marktplatz 9 (Standort) | Ausleger | Wohl zweite Hälfte 18. Jahrhundert | D-5-71-218-10 | BW   |